# La belva col mitra
La belva col mitra är en italiensk poliziottescofilm från 1977 i regi av Sergio Grieco.

## Rollista i urval
- Helmut Berger - Nanni Vitali
- Richard Harrison - kommissarie Gino Santini
- Marisa Mell - Giuliana Caroli
- Vittorio Duse - Santinis far
- Marina Giordana - Santinis syster
- Luigi Bonos - Pappalardo
- Nello Pazzafini - Pietro Caporali
- Claudio Gora - kommissarie Santini
- Ezio Marano - Barbareschi